# 切爾尼亞基夫卡
49°45′48″N 35°8′46″E / 49.76333°N 35.14611°E
切爾尼亞基夫卡（烏克蘭語：Черняківка），是烏克蘭中部的村莊，隸屬波爾塔瓦州的波爾塔瓦區。該村處於科洛馬克河右岸，海拔高度161米，人口650。